# Richelieu (ancienne circonscription fédérale)
Pour les articles homonymes, voir Richelieu.
 (février 2015).
Si vous disposez d'ouvrages ou d'articles de référence ou si vous connaissez des sites web de qualité traitant du thème abordé ici, merci de compléter l'article en donnant les références utiles à sa vérifiabilité et en les liant à la section « Notes et références ».
Richelieu fut une circonscription électorale fédérale située en Montérégie au Québec, représentée de 1867 à 1933.
C'est l'Acte de l'Amérique du Nord britannique de 1867 qui créa ce qui fut appelé le district électoral de Richelieu. Abolie en 1933, elle fut fusionnée à la circonscription de Richelieu—Verchères.
La circonscription de Richelieu réapparut en 1968 et sera ultérieurement renommée Bas-Richelieu—Nicolet—Bécancour.

## Géographie
En 1893, la circonscription de Richelieu comprenait:
- La cité de Sorel
- La ville de Saint-Ours
- Les paroisses de Saint-Roch, Saint-Joseph-de-Sorel, Saint-Ours, Saint-Louis-de-Bonsercours, Saint-Pierre-de-Sorel, Saint-Robert, Sainte-Victoire, Saint-Aimé et Sainte-Anne-de-Sorel

## Députés
1. 1867-1870 — Thomas McCarthy, Conservateur
2. 1870¹-1872 — Georges Isidore Barthe, Conservateur indépendant
3. 1872-1874 — Michel Mathieu, Conservateur
4. 1874-1878 — Georges Isidore Barthe, Conservateur indépendant (2)
5. 1878-1887 — Louis Huet Massue, Libéral-conservateur
6. 1887-1887 — Jean-Baptiste Labelle, Conservateur
7. 1887¹-1891 — Joseph-Aimé Massue, Conservateur
8. 1891-1892 — Hector-Louis Langevin, Conservateur
9. 1892¹-1907 — Arthur-Aimé Bruneau, Libéral
10. 1907¹-1911 — Adélard Lanctôt, Libéral
11. 1911-1933 — Pierre-Joseph-Arthur Cardin, Libéral

- ¹ = Élections partielles